# Gretchen Walsh
Gretchen Walsh (Nashville, 29 januari 2003) is een Amerikaanse zwemster. Ze vertegenwoordigde haar vaderland op de Olympische Zomerspelen 2024 in Parijs waar ze twee maal Olympisch kampioen werd op de 4×100m wisselslag en de 4×100m wisselslag gemengd. Ze behaalde ook een zilveren medaille in de 100 meter vlinderslag en de 4 × 100 meter vrije slag. Sinds 15 juni 2024 is ze ook wereldrecordhoudster op de 100 meter vlinderslag.

## Biografie
Na succesvolle jaren bij de junioren en in het zwemmen in het College-circuit in de Verenigde Staten maakte Walsh in 2023 haar internationaal debuut op het hoogste niveau tijdens de wereldkampioenschappen in het Japanse Fukuoka. In de finale van de 50 meter vlinderslag was ze goed voor een bronzen medaille, achter Sarah Sjöström en Zhang Yufei. Samen met Regan Smith, Lilly King en Kate Douglass behaalde Walsh ook een eerste wereldtitel in de 4x100 meter wisselslag. Met Kate Douglass, Abbey Weitzeil en Olivia Smoliga zwom Walsh ook nog naar zilver in de finale van de 4x100 meter vrije slag.
In juni 2024 nam Walsh deel aan de het Amerikaanse Olympische kwalificatietoernooi. Walsh zwom op de 100 meter vlinderslag met een tijd va 55,18 een nieuw wereldrecord, 30 honderdsten sneller dan het vorige record van Sarah Sjöström uit 2016. In juli nam Walsh dan al deel aan de Olympische Spelen in Parijs. In de finale van de 100 meter vlinderslag moest Walsh tevreden zijn met de zilveren medaille, achter haar landgenote Tori Huske. Samen met Torri Huske, Kate Douglass en Simone Manuel zwom Walsh naar een tweede zilveren medaille in de finale van de 4×100 meter vrije slag, waar de Verenigde Staten hun meerdere moest erkennen in het Australische viertal. In de finale van de 100 meter vrije slag eindigde Walsh op de 8e plaats. Samen met haar landgenoten Ryan Murphy, Nic Fink en Torri Huske zwom Walsh naar de Olympische titel in de 4x100 meter wisselslag voor gemengde teams. Met een tijd van 3.37,43 verbeterden ze ook het wereldrecord. Samen met Regan Smith, Lilly King en Torri Huske behaalde Walsh ook nog Olympisch goud in de 4x100 meter wisselslag. Ook hier was de tijd van 3.49,63 goed voor een wereldrecord.

## Internationale toernooien
| Jaar | Olympische Spelen | WK langebaan                                                                                       | WK kortebaan          | PanPacs | Pan-Amerikaanse Spelen |
| ---- | --- | -------------------------------------------------------------------------------------------------- | --------------------- | ------- | ---------------------- |
| 2023 | | 11e 50m vrije slag · 50m vlinderslag · 8e 100m vlinderslag · 4x100m vrije slag · 4x100m wisselslag |                       |         | geen deelname          |
| 2024 | 4e 50m vrije slag · 8e 100m vrije slag · 100m vlinderslag · 4×100m vrije slag · 4×100m wisselslag · 4×100m wisselslag gemengd | geen deelname                                                                                      | 10 - 15 december 2024 |         |                        |

## Persoonlijke records
Bijgewerkt tot en met 6 augustus 2024
Langebaan
| Afstand          | Tijd  | Datum        | Plaats       |
| ---------------- | ----- | ------------ | ------------ |
| 50m vrije slag   | 24,06 | 22 juni 2024 | Indianapolis |
| 100m vrije slag  | 53,04 | 31 juli 2024 | Parijs       |
| 50m vlinderslag  | 25,11 | 28 juni 2023 | Indianapolis |
| 100m vlinderslag | 55,18 | 15 juni 2024 | Indianapolis |